# BBCセッションズ (ザ・フーのアルバム)
『BBCセッションズ』（The Who BBC Sessions）は、イングランドのロック・バンドのザ・フーが1965年から1973年までの期間にBBCの音楽番組の為に行なった録音を収録した、編集アルバムである。2000年に発表された。

## 概要

### 経緯

#### 録音場所及び年月日
- イオウリアン・ホール（英語版） - 1965年5月24日[2]、1965年6月15日、1965年11月22日[3]、1966年3月15日[4]

- プレイハウス・シアター（英語版） - 1966年9月13日[5]、1967年1月17日[6]

- ディ・レーン・リー・スタジオ（英語版） - 1967年10月10日[7]

- IBCスタジオ - 1970年4月13日[8]

- BBCテレビジョンセンター - 1973年1月29日[9]

#### 放送番組名
- 『サタデー・クラブ（英語版）』 - 1965年5月29日、1965年11月27日、1966年3月19日、1966年9月17日、1967年1月21日
- 『トップ・ギア（英語版）』 - 1965年6月19日、1967年10月15日
- 『デイブ・リー・トラビス（英語版）』 - 1970年4月19日
- 『オールド・グレイ・ホイッスル・テスト（英語版）』 - 1973年1月30日

### 内容
イギリス盤には24曲の楽曲と2曲のジングルが収録された。カヴァーは以下の7曲である。
- グッド・ラヴィン（英語版）　Good Lovin'
ドゥーワップ・グループのジ・オリンピックス（英語版）が1965年に発表した。1966年にヤング・ラスカルズが取り上げて、全米チャートの1位に送り込んだ。

- ジャスト・ユー・アンド・ミー、ダーリン（英語版）　Just You and Me, Darling
ジェームス・ブラウン作で 『ジェイムズ・ブラウンとフェイマス・フレイムズ 』（James Brown with the Famous Flames）名義のシングル『アイ・ラヴ・ユー・イエス・アイ・ドゥー（英語版）』（1961年）のB面に収録された。

- リーヴィング・ヒア（英語版）　Leaving Here
エディ・ホーランド（英語版）、ブライアン・ホーランド（英語版）、ラモント・ドジャー（英語版）が構成したアメリカのソングライター・チームであるホーランド＝ドジャー＝ホーランドの楽曲で、1963年12月にエディ・ホーランドがシングルで発表した。

- マン・ウィズ・マネー　Man With Money
エヴァリー・ブラザースが1965年に発表したアルバム『ビート・アンド・ソウル（英語版）』に収録。ドンとフィルのエヴァリー兄弟の共作。

- ダンシング・イン・ザ・ストリート（英語版）　Dancing in the Street
マーヴィン・ゲイ、ウィリアム・ "ミッキー" ・スティーヴンソン（英語版）、アイヴィ・ジョー・ハンター（英語版）の共作。1964年にマーサ&ザ・ヴァンデラスが取り上げて、全米チャートの4位、全英シングルチャートの2位を記録した。

- シェイキン・オール・オーヴァー（英語版）　Shakin' All Over
ジョニー・キッド&ザ・パイレーツが1960年に放った大ヒット曲。ジョニー・キッド作。全英シングルチャートの1位を記録した。

- スプーンフル　Spoonful
ハウリン・ウルフが1960年に発表。ウィリー・ディクスン作。

## 収録曲
作詞・作曲の記載がない曲はピート・タウンゼント作である。
| #         | タイトル                                                                               | 作詞・作曲                                             | 録音年月日及び場所・放送年月日及び番組名・プロデュ―サー                                                                                                   | 時間  |
| --------- | -------------------------------------------------------------------------------------- | ------------------------------------------------------ | --- | ----- |
| 1.        | 「マイ・ジェネレイション My Generation」(Radio 1 Jingle)                               |                                                        | - 1967年10月10日、デ・レーン・リー・スタジオ、ロンドン - 1967年10月15日、『トップ・ギア』 - バーニー・アンドリュース、べヴ・フィリップス                  | 0:57  |
| 2.        | 「エニウェイ・エニハウ・エニホエア Anyway, Anyhow, Anywhere」                          | Pete Townshend, Roger Daltrey                          | - 1965年5月24日、イオウリアン・ホール、スタジオ２、ロンドン - 1965年5月29日、『サタデー・クラブ』 - ジミー・グラント、ブライアン・ウィリー                | 2:44  |
| 3.        | 「グッド・ラヴィン Good Lovin'」                                                       | Rudy Clark, Arthur Resnick                             | - 1965年6月15日、イオウリアン・ホール、スタジオ２、ロンドン - 1965年6月19日、『トップ・ギア』 - バーニー・アンドリュース                                  | 1:49  |
| 4.        | 「ジャスト・ユー・アンド・ミー、ダーリング Just You and Me, Darling」                  | James Brown                                            | - 1965年5月24日、イオウリアン・ホール、スタジオ1、ロンドン - 1965年5月29日、『サタデー・クラブ』 - ジミー・グラント、ブライアン・ウィリー                 | 2:01  |
| 5.        | 「リービング・ヒア Leaving Here」                                                      | Holland-Dozier-Holland                                 | - 1965年5月24日、イオウリアン・ホール、スタジオ1、ロンドン - 1965年5月29日、『サタデー・クラブ』 - ジミー・グラント、ブライアン・ウィリー                 | 2:34  |
| 6.        | 「マイ・ジェネレイション My Generation」                                               |                                                        | - 1965年11月22日、イオウリアン・ホール、スタジオ1、ロンドン - 1965年11月27日、『サタデー・クラブ』 - ジミー・グラント、ブライアン・ウィリー               | 3:23  |
| 7.        | 「グッズ・ゴーン The Good's Gone」                                                     |                                                        | - 1965年11月22日、イオウリアン・ホール、スタジオ1、ロンドン - 1965年11月27日、『サタデー・クラブ』 - ジミー・グラント、ブライアン・ウィリー               | 2:59  |
| 8.        | 「ラ・ラ・ラ・ライズ La La La Lies」                                                   |                                                        | - 1965年11月22日、イオウリアン・ホール、スタジオ1、ロンドン - 1965年11月27日、『サタデー・クラブ』 - ジミー・グラント、ブライアン・ウィリー               | 2:11  |
| 9.        | 「恋のピンチ・ヒッター Substitute」                                                    |                                                        | - 1966年3月15日、イオウリアン・ホール、スタジオ1、ロンドン - 1966年3月19日、『サタデー・クラブ』 - ジミー・グラント、ブライアン・ウィリー                 | 3:30  |
| 10.       | 「マン・ウィズ・マネー Man With Money」                                                | Don Everly, Phil Everly                                | - 1966年3月15日、イオウリアン・ホール、スタジオ1、ロンドン - 1966年3月19日、『サタデー・クラブ』 - ジミー・グラント、ブライアン・ウィリー                 | 2:31  |
| 11.       | 「ダンシング・イン・ザ・ストリート Dancing in the Street」                             | William "Mickey" Stevenson, Marvin Gaye, Ivy Jo Hunter | - 1966年3月15日、イオウリアン・ホール、スタジオ1、ロンドン - 1966年3月19日、『サタデー・クラブ』 - ジミー・グラント、ブライアン・ウィリー                 | 2:23  |
| 12.       | 「ディスガイジス Disguises」                                                           |                                                        | - 1966年9月13日、ザ・プレイハウス - 1966年9月17日、『サタデー・クラブ』 - ジミー・グラント、ブライアン・ウィリー                                          | 2:57  |
| 13.       | 「アイム・ア・ボーイ I'm a Boy」                                                       |                                                        | - 1966年9月13日、ザ・プレイハウス - 1966年9月17日、『サタデー・クラブ』 - ジミー・グラント、ブライアン・ウィリー                                          | 2:39  |
| 14.       | 「ラン・ラン・ラン Run, Run, Run」                                                     |                                                        | - 1967年1月17日、ザ・プレイハウス - 1967年1月21日、『サタデー・クラブ』 - ビル・ベッブ、ジミー・グラント                                                  | 3:16  |
| 15.       | 「ボリスのくも野郎 Boris the Spider」                                                  | John Entwistle                                         | - 1967年1月17日、ザ・プレイハウス - 1967年1月21日、『サタデー・クラブ』 - ビル・ベッブ、ジミー・グラント                                                  | 2:13  |
| 16.       | 「ハッピー・ジャック Happy Jack」                                                      |                                                        | - 1967年1月17日、ザ・プレイハウス - 1967年1月21日、『サタデー・クラブ』 - ビル・ベッブ、ジミー・グラント                                                  | 2:09  |
| 17.       | 「シー・マイ・ウェイ See My Way」                                                      | Roger Daltrey                                          | - 1967年1月17日、ザ・プレイハウス - 1967年1月21日、『サタデー・クラブ』 - ビル・ベッブ、ジミー・グラント                                                  | 1:50  |
| 18.       | 「リリーのおもかげ Picture of Lily」                                                   |                                                        | - 1967年10月10日、ディ・レーン・リー・スタジオ、ロンドン - 1967年10月15日、『トップ・ギア』 - バーニー・アンドリュース、べヴ・フィリップス                | 2:34  |
| 19.       | 「クイック・ワン A Quick One (While He's Away)」                                       |                                                        | - 1967年10月10日、ディ・レーン・リー・スタジオ、ロンドン - 1967年10月15日、『トップ・ギア』 - バーニー・アンドリュース、べヴ・フィリップス                | 7:01  |
| 20.       | 「恋のピンチ・ヒッター Substitute」                                                    |                                                        | - 1970年4月13日、IBCスタジオ、ロンドン - 1970年4月19日、『ディヴ・リー・トラヴィス』 - ポール・ウィリアムス                                               | 2:12  |
| 21.       | 「シーカー The Seeker」                                                                |                                                        | - 1970年4月13日、IBCスタジオ、ロンドン - 1970年4月19日、『ディヴ・リー・トラヴィス』 - ポール・ウィリアムス                                               | 3:04  |
| 22.       | 「アイム・フリー I'm Free」                                                            |                                                        | - 1970年4月13日、IBCスタジオ、ロンドン - 1970年4月19日、『ディヴ・リー・トラヴィス』 - ポール・ウィリアムス                                               | 2:24  |
| 23.       | 「シェイキン・オール・オーヴァー / スプーンフル Shakin’ All Over / Spoonful (Medley)」 | Johnny Kidd / Willie Dixon                             | - 1970年4月13日、IBCスタジオ、ロンドン - 1970年4月19日、『ディヴ・リー・トラヴィス』 - ポール・ウィリアムス                                               | 3:41  |
| 24.       | 「奴らに伝えろ！ Relay」                                                               |                                                        | - 1973年1月29日、プレゼンテイション・スタジオB、テレビジョン・センター - 1973年1月30日、『オールド・グレイ・ホイッスル・テスト』 - マイケル・アップルトン | 4:56  |
| 25.       | 「不死身のハードロック Long Live Rock」                                                |                                                        | - 1973年1月29日、プレゼンテイション・スタジオB、テレビジョン・センター - 1973年1月30日、『オールド・グレイ・ホイッスル・テスト』 - マイケル・アップルトン | 3:52  |
| 26.       | 「ボリスのくも野郎 Boris the Spier」(Radio 1 Jingle)                                   | Entwistle                                              | - 1967年10月10日、ディ・レーン・リー・スタジオ、ロンドン - 1967年10月15日、『トップ・ギア』 - バーニー・アンドリュース、べヴ・フィリップス                | 0:10  |
| 合計時間: | 合計時間:                                                                              | 合計時間:                                              | 合計時間: | 72:00 |

## 参加ミュージシャン
- ロジャー・ダルトリー　Roger Daltrey – ヴォーカル
- ピート・タウンゼント　Pete Townshend – ギター、キーボード、ヴォーカル
- ジョン・エントウィッスル　John Entwistle – ベース・ギター、ヴォーカル
- キース・ムーン　Keith Moon – ドラムス